# The Simpsons: Complete Guides
The Simpsons: Complete Guides is een reeks van boeken gebaseerd op de animatieserie The Simpsons. De boeken worden gepubliceerd door HarperCollins.
Elk boek in de reeks beschrijft de geschiedenis van de Simpsons per individuele aflevering van de serie. Het fictieve verhaal van de Simpsons buiten de afleveringen om wordt in de reeks vrijwel genegeerd.

## The Simpsons: A Complete Guide to Our Favorite Family
The Simpsons: A Complete Guide to Our Favorite Family is het eerste boek in de reeks. Dit boek verscheen in 1997 en behandelt de eerste acht seizoenen van de televisieserie. Het boek werd opgesteld door Ray Richmond en Antonia Coffman, maar wordt vaak toegeschreven aan Matt Groening.

### Inhoud
Op pagina’s 10-11 staan korte biografieën van de vijf bekendste leden van de familie Simpson. Korte biografieën van andere Simpson personages staan vaak in de kantlijn van de afleveringenpagina’s, beginnend met Santa's Little Helper op de pagina van "Simpsons Roasting on an Open Fire" en eindigend met Willem Dafoe's Commandant uit "The Secret War of Lisa Simpson".
Elke afzonderlijke aflevering wordt op een of twee pagina’s behandeld. De pagina’s bevatten een samenvatting, afbeeldingen en citaten uit de aflevering. Verborgen grappen in de afleveringen komen ook aan bod.
De afleveringen staan in chronologische volgorde in het boek. Aan het begin van een nieuw seizoen bevinden zich twee pagina’s met speciale beschrijvingen zoals over de korte filmpjes van The Tracey Ullman Shows, een lijst van hoeveel keer Homer "D'oh!" heeft geroepen, en een lijst van The Itchy & Scratchy show tekenfilmpjes.